# ЯМЗ-8463

ЯМЗ-8463 — семейство дизельных двигателей для спортивных грузовых автомобилей, выпускаемых Ярославским моторным заводом.

## История создания
В 1973 году на Ярославском моторном заводе
решено разработать четырёхтактный дизельный двигатель более мощный, чем семейство ЯМЗ-236/238 и ЯМЗ-240, так как возникла потребность в двигателе, рассчитанном на тяжелые
условия эксплуатации. Таким образом
появилось семейство 8- и 12-цилиндровых дизельных двигателей
ЯМЗ-840 рабочим объемом 17240 и 25860 куб.см. Эти
дизельные двигатели изначально предназначались для
оснащения автомобилей БелАЗ.
ЯМЗ-8463 был разработан на основе
появившегося в 1991 году ЯМЗ-846. Двигатель
оснастили двумя турбокомпрессорами,
позволившими повысить мощность 17,24-литрового
двигателя до 750 л.с. при 2500 об/мин на стенде.
В 1994 году команда завода взяла за основу
семейство двигателей ЯМЗ-840, в генерации
ЯМЗ-846 (годы производства 1991—1998, ракетный комплекс 《Тополь-М》) для разработки нового дизельного
двигателя для раллийного грузовика КамАЗ.

## Описание
Двигатель дизельный, с турбонаддувом, V-образный, восьмицилиндровый четырёхтактный, назначение — оснащение грузовых спортивных автомобилей.
Дизельный двигатель разрабатывался вначале втайне от руководства завода, а уж потом был взят на процесс доводки и производства. Конструкция дизеля устаревшая, 1970-х годов, а потому достаточно неприхотлив и надежен, серийно ставился на спортивные грузовики КамАЗ-49221, КамАЗ-4911, КамАЗ-4326-9.

## Устройство
Система питания — механический ТНВД, по одной насосной секции на цилиндр, с непосредственным впрыском. Расположен в развале блока цилиндров. Впускные трубопроводы расположены в развале блока цилиндров.
Основное отличие семейства ЯМЗ-840 от семейства ЯМЗ-236/238/240 - увеличенный до 140 мм (вместо 130 мм) диаметр цилиндра. Соответственно вырос рабочий объем: 
8-цилиндровых двигателей - 17240 куб.см вместо 14866
12-цилиндровых двигателей - 25860 куб.см вместо 22298
Другие отличия новых двигателей: Клапанный механизм OHV, клапаны расположены (по 4 на цилиндр) в головке блока и приводятся через коромысла и штанги от нижнего распределительного вала, находящегося в блоке цилиндров и приводимого в движение через две шестерни, расположенные на переднем конце двигателя и закрытые крышкой. Штанги имеют роликовые толкатели. У коленчатого вала шатунные шейки расположены под углом 90° (ЯМЗ-8463), что обеспечивает равномерные вспышки каждые 90°. Шатуны смещённые. Охлаждение двигателя жидкостное. Гильзы цилиндров отлиты из высокопрочного чугуна. Все впускные и выпускные клапаны снабжены двумя пружинами. Специальным замком тарелка пружины соединяется с клапаном, обеспечивая его вращение при работе двигателя
Распределительный вал стальной, штампованный, движение от кулачков, индивидуальных для каждого клапана, передаётся штангами с роликовыми толкателями. Коленчатый вал изготовляется горячей штамповкой из стали. 1-й и 4-й кривошипы расположены под углом 180° в плоскости, перпендикулярной к плоскости 2-го и 3-го кривошипов, смещённых относительно друг друга тоже на 180°.
Топливный насос высокого давления (ТНВД) 8-и плунжерный, размещён между рядами цилиндров. Привод — центробежной муфтой с авторегулированием опережения впрыска топлива. Все плунжеры расположены в ряд.
Поршни отливаются из высококремнистого алюминиевого сплава, каждый имеет 2 компрессионных кольца и 1 маслосъёмное.
Тип: дизельный;
Диаметр цилиндра: 140 мм;
Ход поршня: 140 мм;
Клапанный механизм: OHV (нижневальный, верхнеклапанный);
Расположение цилиндров: V-образное, под углом 90 градусов;
Охлаждение: жидкостное;
Материал блока цилиндров: чугун;
Система питания: механический рядный ТНВД;
Число тактов: 4.
Конструкцию двигателей семейства ЯМЗ-840
характеризуют следующие решения:
- применение индивидуальных для каждого цилиндра унифицированных головок цилиндров, позволившее упростить конструкцию отливки, унифицировать головки цилиндров для двигателей с различным числом цилиндров, улучшить приспособленность двигателя к ремонту и упростить проблему уплотнения газового стыка;

- использование стальных прокладок кардинально решило проблему уплотнения газового стыка и регулировку надпоршневого зазора за счет установки прокладок различной толщины;

- применение поршней с относительно короткой юбкой, с двумя компрессионными и одним маслосъемным кольцом позволило уменьшить габариты двигателя по высоте и ширине, повысить жесткость цилиндровой части блока и гильз цилиндров, а также повысить механический к.п.д. двигателя за счет сокращения потерь на трение;

- использование полостного масляного охлаждения поршней;

- конструкция привода газораспределения, топливного насоса и агрегатов автомобиля от заднего конца коленчатого вала обеспечивает виброзащищенность двигателя и уменьшает его шумность;

- применение четырёх клапанов на каждый цилиндр двигателя с целью улучшения наполнения и снижения насосных потерь, профилированные впускные каналы, обеспечивающие заданный момент закрутки воздушного заряда, существенно повлияли на улучшение топливной экономичности двигателя;

- установлен эффективный гаситель крутильных колебаний коленчатого вала с целью снижения напряжений в его элементах;

- для повышения ресурса(более 10 тысяч часов) шейки коленчатого вала азотированы;

- применены полнопоточные масляные фильтры с высокой степенью очистки и бессопловый центробежный масляный фильтр для улучшения качества фильтрации масла, выносные высокоэффективные воздушные фильтры сухого типа предотвращают износы цилиндров и улучшают показатели двигателя;

- гидравлическая или дисковая муфты в приводе вентилятора обеспечивают автоматическое и ручное управление включением вентилятора;

- применен встроенный (в систему охлаждения двигателя) охладитель наддувочного воздуха типа «вода-воздух» для снижения теплонапряженности, улучшения экономичности и ресурса;

- в процессе отработки конструкции подобраны оптимальные фазы газораспределения, форма камеры сгорания, угол опережения впрыска топлива, элементы топливной системы с целью получения высоких показателей по топливной экономичности, дымности, токсичности и шуму;

- применены новые ТНВД с максимальным давлением впрыска топлива до 1000 кГс/см2.

## Настоящее время
Данные дизели модернизируются на Тутаевском заводе.
По состоянию на 2014 год на Ярославском моторном заводе (Автодизель) мотор снят с производства. На его замену были разработаны дизеля ЯМЗ-7Э846 и ЯМЗ-7Э846.10-07 с рабочими объёмами 17,24 и 18,47 литров соответственно. Производиться серийно стали (на ТМЗ) их улучшенные версии под обозначением ТМЗ-7Э846 и ТМЗ-7Э846.10-07 соответственно.
ЯМЗ-8463.10-07 — семейство дизельных двигателей для спортивных грузовых автомобилей, выпускаемых Ярославским моторным заводом.
Тип: дизельный;
Диаметр цилиндра: 140 мм;
Ход поршня: 150 мм;
Клапанный механизм: OHV (нижневальный, верхнеклапанный);
Расположение цилиндров: V-образное, под углом 90 градусов;
Охлаждение: жидкостное;
Материал блока цилиндров: чугун;
Система питания: механический рядный ТНВД;
Число тактов: 4.